# Claudia Black
Claudia Lee Black (nascida em 11 de outubro de 1972) é uma atriz e dubladora australiana conhecida por seu papel de Aeryn Sun na série de ficção científica Farscape, e Vala Mal Doran na série de ficção científica Stargate SG-1, bem como Sharon "Shazza "Montgomery no filme Pitch Black. Ela também teve vários papéis proeminentes em jogos eletrônicos, como Chloe Frazer na série Uncharted, a bruxa Morrigan em Dragon Age: Origins e Dragon Age: Inquisition, Daro'Xen em Mass Effect 2 e Mass Effect 3 e aparceira de esquadrão Samantha Byrne em Gears of War 3. Ela também atuou na minissérie Containment.

## Vida
Black nasceu e cresceu em Sydney, Nova Gales do Sul, Austrália. Ela foi educada na Escola Anglicana Kambala, em Sydney, NSW. Black viveu, por extensos períodos, na Austrália, Nova Zelândia, Espanha, Reino Unido, Canadá e Estados Unidos. Seus pais são médicos australianos formados, doutor Jules Black e Judy Black.

## Carreira
Claudia atuou na Austrália e Nova Zelândia na televisão e no cinema. Ela retratou uma mulher intersexual chamada Jill Mayhew na série de televisão australiana Good Guys Bad Guys. Ela também teve um papel principal na novela neo-zelandesa, City Life, interpretando o papel da advogada grega Angela Kostapas.
Black ganhou reconhecimento internacional por seu papel em Farscape e foi nomeada com um Prêmio Saturno na categoria de Melhor Atriz tanto em 2001 como em 2002, e ganhou o prêmio em 2005. Ela apareceu nos filmes Queen of the Damned e Pitch Black. Depois que Farscape terminou, Black apareceu como Vala Mal Doran no episódio "Prometheus Unbound" de Stargate SG-1; sua performance ficou popular entre produtores e fãs, e ela foi convidada a repetir seu papel na nona temporada do show quando a direora da série, Amanda Tapping pediu licença maternidade. Black voltou à série como um elenco regular para a décima temporada e a final, e também estrelou em Stargate: The Ark of Truth e Stargate: Continuum, filmes que envolveram a linha de história da série. Black co-estrelou com Ben Browder em ambas as séries.
Em 2004, ela ficou em sétima colocada como "Hot Scifi Babe" pela Scifi WorldNet.
No programa de TV da NBC,  Life (2007), Black fez o papel de apoio de Jennifer Conover para o piloto inicial. Devido à segunda gravidez de Black, o papel foi reformulado e dado à atriz Jennifer Siebel quando a série foi comprada pela rede de TV. A NBC ainda usou filmagens de Black e nenhuma de Siebel, ao promover a estréia da série de TV.
Popular em convenções de ficção científica, Black mostrou seu talento ao cantar e tocar violão nas convenções de Farscape, e em 2007 cantou no álbum de estréia do músico e colega de Farscape, o ator Paul Goddard.
Black também apareceu no teatro. Uma vez ela fez o papel de Portia em uma turê de Merchant of Venice. Ela também teve papéis em Spotlight on Women, The Picture of Dorian Gray, Loose Ends e Pick Ups para o Teatro de Belvoir e The World Knot para a Ópera bicentenária.
Desde 2007, Black também se tornou uma prolífica dubladora de jogos eletrônicos. Na série Uncharted do estúdio Sony, Naughty Dog, ela foi primeiramente cogitada para o papel de Elena Fisher sendo substituída por Emily Rose, mais tarde conseguiu o papel da ladra Chloe Frazer. Sua personagem agora agora é protagonista em Uncharted: The Lost Legacy. Ela também é muita conhecida nos jogos Dragon Age e Mass Effect da BioWare. Seu filho, Odin Black, dublou o filho do personagem dela em Dragon Age: Inquisition.
Em 2015, interpretou a poderosa bruxa Dahlia Carnahan da poderosa família de bruxas de Carnahan da Noruega, na famosa série de televisão de "The Originals", exibida pela The CW dos Estados Unidos, onde a sua personagem deseja vingança da família da sua única irmã primogênita da também bruxa Esther Carnahan-Mikaelson (interpretada por Alice Evans).

## Filmografia

### Filme
| Ano  | Título                  | Papel                      | Notas |
| ---- | ----------------------- | -------------------------- | ----- |
| 2012 | The Alchemist Agenda    | Ariel                      |       |
| 2000 | Pitch Black             | Sharon 'Shazza' Montgomery |       |
| 2002 | Queen of the Damned     | Pandora                    |       |
| 2007 | Stolen Life             | Kieru (voz)                |       |
| 2008 | Stargate: Ark of Truth  | Vala Mal Doran             | Vídeo |
| 2008 | WarGames: The Dead Code | R.I.P.L.E.Y. (voz)         | Vídeo |
| 2008 | Stargate: Continuum     | Vala Mal Doran / Quetesh   | Vídeo |
| 2011 | Rango                   | Angelique (voz)            |       |
| 2012 | Justice League: Doom    | Mulher-Leopardo (voz)      | Vídeo |
| 2012 | Strange Frame           | Parker C. Boyd (voz)       |       |
| 2013 | Rain from Stars         | Donna                      |       |

### Televisão
| Ano     | Título                           | Papel                     | Notas                                                                  |
| ------- | -------------------------------- | ------------------------- | ---------------------------------------------------------------------- |
| 1992    | Home and Away                    | Sandra                    | "1.1138", "1.1139"                                                     |
| 1993    | Seven Deadly Sins                |                           | Miniserie de TV                                                        |
| 1993    | G.P.                             | Joanna                    | "A Thousand Flowers: Parts 1 & 2"                                      |
| 1993    | Police Rescue                    | Julia                     | "Double Illusion"                                                      |
| 1993–94 | A Country Practice               | Claire Bonacci            | Papel principal                                                        |
| 1996–98 | City Life                        | Angela Kostapas           | Papel principal                                                        |
| 1997    | Amazon High                      | Karina                    | Filme de TV                                                            |
| 1997    | Water Rats                       | Beth Williams             | "All at Sea"                                                           |
| 1997–98 | Hercules: The Legendary Journeys | Cassandra                 | "Atlantis", "Hercules on Trial"                                        |
| 1998    | Good Guys, Bad Guys              | Jill Mayhew               | "Naughty Bits"                                                         |
| 1999    | A Twist in the Tale              | Morgana                   | "Obsession in August"                                                  |
| 1999    | Steel Angel Kurumi               | Steel Angel Mikhail (voz) | Série de TV                                                            |
| 1999–03 | Farscape                         | Aeryn Sun                 | Papel principal                                                        |
| 2000    | Xena: Warrior Princess           | Karina                    | "Lifeblood"                                                            |
| 2001    | BeastMaster                      | Huna                      | "Wild Child"                                                           |
| 2004    | Farscape: The Peacekeeper Wars   | Aeryn Sun                 | Miniserie de TV                                                        |
| 2004–07 | Stargate SG-1                    | Vala Mal Doran            | Papel recorrente                                                       |
| 2007    | The Dresden Files                | Liz Fontaine              | "The Other Dick"                                                       |
| 2008    | Moonlight                        | The Cleaner               | "Sonata"                                                               |
| 2010    | NCIS                             | Velvet Road               | "Borderland"                                                           |
| 2011    | 90210                            | Guru Sona                 | "It's Getting Hot in Here", "All About a Boy", "Revenge with the Nerd" |
| 2012    | Haven                            | Moira                     | "Magic Hour: Parts 1 & 2"                                              |
| 2014    | Rick and Morty                   | Ma-Sha (voz)              | "Raising Gazorpazorp"                                                  |
| 2015    | The Originals                    | Dahlia Carnahan           | Papel recorrente                                                       |
| 2016    | Containment                      | Sabine Lommers            | Papel principal                                                        |

### Jogos eletrônicos
| Ano  | Título                            | Papel                                       | Notas               |
| ---- | --------------------------------- | ------------------------------------------- | ------------------- |
| 2002 | Farscape: The Game                | Aeryn Sun                                   |                     |
| 2003 | Lords of EverQuest                | Lady Briana                                 |                     |
| 2005 | God of War                        | Artemis                                     |                     |
| 2005 | Neopets: The Darkest Faerie       | Fauna                                       |                     |
| 2006 | Project Sylpheed                  | Narrador                                    |                     |
| 2007 | Conan                             | A'Kanna                                     |                     |
| 2007 | Crysis                            | Helena                                      |                     |
| 2009 | Uncharted 2: Among Thieves        | Chloe Frazer                                |                     |
| 2009 | Dragon Age: Origins               | Morrigan                                    |                     |
| 2010 | Mass Effect 2                     | Vários                                      |                     |
| 2010 | Final Fantasy XIV                 | Narrador                                    |                     |
| 2011 | TERA: The Exiled Realm of Arborea | Elf Commander Fraya                         |                     |
| 2011 | Gears of War 3                    | Sam Byrne                                   |                     |
| 2011 | Rage                              | Mel / Sally                                 |                     |
| 2011 | Uncharted 3: Drake's Deception    | Chloe Frazer                                |                     |
| 2012 | Mass Effect 3                     | Adm. Daro'Xen vas Moreh / Matriarch Aethyta |                     |
| 2012 | Diablo III                        | Cydaea, Mistress of Pain                    |                     |
| 2012 | The Amazing Spider-Man            | Whitney Chang                               |                     |
| 2014 | Diablo III: Reaper of Souls       | Cydaea, Mistress of Pain                    |                     |
| 2014 | Destiny                           | Tess Everess                                |                     |
| 2014 | Middle-earth: Shadow of Mordor    | Queen Marwen                                |                     |
| 2014 | Dragon Age: Inquisition           | Morrigan                                    |                     |
| 2016 | Uncharted 4: A Thief's End        | Chloe Frazer                                | Multiplayer somente |
| 2016 | Gears of War 4                    | Samantha Byrne                              |                     |
| 2016 | World of Final Fantasy            | Leviathan                                   |                     |
| 2016 | Call of Duty: Infinite Warfare    | Audrey 'Mac' MaCullum                       |                     |
| 2017 | Uncharted: The Lost Legacy        | Chloe Frazer                                |                     |

## Prêmios
- 2009 - The Constellation Awards, Melhor Performance Feminina em um Filme de Ficção Científica de 2008, filme de TV ou Mini-Series: Stargate: Continuum
- 2007 - The Constellation Awards, Melhor Performance Feminina em um episódio de televisão de ficção 2006: Stargate SG-1: "Memento Mori"
- 2004 - Saturn Award, Melhor Atriz, Farscape: The Peacekeeper Wars